# Canonsburg
Canonsburg – miasto w Stanach Zjednoczonych, w stanie Pensylwania, hrabstwo Nowy Jork. Canonsburg położony jest ok. 29 km na południowy zachód od Pittsburga.
Miasto zostało założone przez płk. John Canona w 1789 r., prawa miejskie uzyskało w 1802 r. Canonsburg jest organizatorem dorocznego Oktoberfest oraz drugiej co do wielkości parady na Święto Niepodległości Stanów Zjednoczonych – corocznie jej przygotowania obserwuje prasa i telewizja. 
Canonsburg popularny jest również dzięki firmie ANSYS, która ma tu swoją siedzibę. Przedsiębiorstwo zajmuje się produkcją i dystrybucją oprogramowania wspomagającego sterowanie procesami technologicznymi (Computer Aided Engineering). Zostało założone w roku 1970 przez dr. Johna Swansona, zatrudnia blisko 600 osób i sprzedaje swoje oprogramowanie przez Internet, oraz za pośrednictwem developerów w blisko 40 krajach. W mieście znajduje się pomnik urodzonego w Canonsburgu piosenkarza Perry Como, który dzięki wbudowanemu mechanizmowi, stale wydaje z siebie utwory muzyczne. Znajduje się tutaj również kościół Polskiego Narodowego Kościoła Katolickiego pw. Najświętszego Serca Pana Jezusa.